# Cetatea dacică de la Breaza
Este o fortificație dacică situată pe teritoriul României.